# Metaanàlisi
Una metaanàlisi és un estudi basat en la integració estructurada i sistemàtica de la informació obtinguda en diferents estudis clínics, sobre un problema de salut determinat. Consisteix a identificar i revisar els estudis controlats sobre un determinat problema, per tal de donar una estimació quantitativa sintètica de tots els estudis disponibles. Atès que inclou un nombre major d'observacions, una metaanàlisi té un poder estadístic superior al dels assajos clínics que inclou. Els dos principals problemes metodològics de les metaanàlisis d'assajos clínics són:
- L'heterogeneïtat entre els assajos inclosos, en termes de característiques clíniques i sociodemogràfiques de les poblacions en cada assaig, els mètodes d'avaluació clínica aplicats, la dosi, la forma farmacèutica o la pauta de dosificació del fàrmac avaluat, etc.
- El possible un biaix de publicació, derivat del fet que no tots els assajos clínics realment realitzats han estat publicats, per resultats negatius o no esperats.

Una metaanàlisi es basa principalment en una integració o reciclatge entre la informació ja obtinguda i poder obtenir una anàlisi més gran.
El terme metaanàlisi va ser emprat per primera vegada per General V. Glass el 1976. Inicialment va ser aplicat en les ciències socials i en psicologia. A partir de la dècada dels 80, es va començar a aplicar de forma creixent en Medicina i, a partir dels 90, és molt freqüent els articles que descriuen resultats de metaanàlisi en publicacions mèdiques.
La primera metaanàlisi va ser realitzada per Karl Pearson en 1904, en un intent de superar el problema del reduït poder estadístic dels estudis amb mostres de mida petita; si s'analitzen els resultats d'un grup d'estudis similars, es pot aconseguir una valoració més exacta dels efectes.
A causa que en els resultats dels diferents estudis d'investigació, les diverses variables dependents es mesuren en diferents escales, la variable dependent en una metaanàlisi és una forma de mesura de la grandària de l'efecte, com una mesura estàndard equivalent a una diferència entre les mitjanes, o l'oportunitat relativa.
Les metaanàlisis aporten un alt nivell de prova en l'actuació mèdica que es vol investigar, per adoptar la millor decisió sobre la cura dels pacients, segons la medicina basada en l'evidència.

## Estadística
En estadística, una metaanàlisi combina els resultats de diversos estudis que aborden un conjunt d'hipòtesis de recerca relacionades. En la seva forma més simple, això és normal per la identificació d'una mesura comuna de la magnitud de l'efecte, per a això la mitjana ponderada podria ser el resultat d'una metaanàlisi. Aquí, la ponderació podria estar relacionada amb la grandària de les mostres dels estudis individuals. Encara que hi ha altres diferències entre els estudis que han de ser calculades, l'objectiu general d'una metanàlisi és estimar la consistència de la veritable "mida de l'efecte" global, per tant, superant el límit d'un únic estudi sota un determinat conjunt d'anàlisi de supòsits i condicions.
Les metaanàlisis són sovint, però no sempre, components importants d'un procediment de revisió sistemàtica. Aquí és convenient seguir la terminologia utilitzada per la Col·laboració Cochrane, i l'ús de "metaanàlisis" per referir-se als mètodes estadístics de la combinació de proves, deixant els altres aspectes de la «síntesi de la investigació» o «síntesi de l'evidència», com la combinació d'informació dels estudis qualitatius, pel context més general de les revisions sistemàtiques.